# 希茨胡森
希茨胡森是德国石勒苏益格－荷尔斯泰因州的一个市镇。总面积7.93平方公里，总人口1316人，其中男性667人，女性649人（2011年12月31日），人口密度166人/平方公里。